# Dorothy Wilding

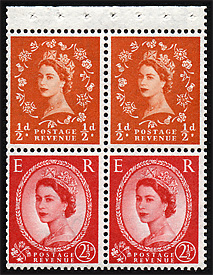
Postzegels uit de Wilding Series, naar portretten van Dorothy Wilding.

Dorothy Frances Edith Wilding (Gloucestershire, 10 januari 1893 - 9 februari 1976) was een bekende en invloedrijke Britse society-fotografe. Ze is vooral bekend vanwege haar officiële portretten voor het Britse koningshuis.
Wilding was een ongewenst kind en werd opgevoed door een kinderloze tante in Cheltenham. Ze wou aanvankelijk een actrice worden, maar haar oom verzette zich daartegen. Ze richtte zich dan op de fotografie. Ze was eerst retoucheuse in Londen en opende in 1915 een eigen studio. Haar reputatie verspreidde zich snel in de societykringen na een portretsessie met de Selfridge-familie. In 1927 kreeg ze een eerste koninklijke opdracht, voor foto's van prins George, de latere hertog van Kent. In de jaren 1930 opende ze een grotere studio in Old Bond Street, Londen. In 1937 was ze de officiële fotografe bij de kroning van de nieuwe koning George VI. Wilding werd later de eerste vrouwelijke fotografe die een Royal Warrant (predicaat van hofleverancier) ontving. Ze opende een tweede studio in New York zodat ze vaak van de ene kant van de Atlantische Oceaan naar de andere moest reizen.
Op 26 februari 1952, twintig dagen naar haar troonsbestijging, poseerde Elizabeth II voor Wilding voor officiële portretten. Die waren bedoeld als basis voor de afbeelding van de koningin op postzegels, munten en bankbiljetten. De afbeeldingen bleven in gebruik op postzegels tot in 1971. Deze postzegelreeks is nu bekend als de "Wilding Series". Een van de portretten werd geselecteerd als het officiële portret van de Queen dat in elke Britse ambassade werd opgehangen.
Naast de leden van de Britse koninklijke familie heeft Wilding vele beroemdheden gefotografeerd, waaronder Aldous Huxley, Noël Coward, William Somerset Maugham, Tallulah Bankhead en Nancy Astor. Wilding is ook bekend van haar artistieke naaktfoto's, onder meer van Rhoda Beasley, een in die tijd bekend kunstenaarsmodel.
In 1957 sloot ze haar studio in New York en in 1958 verkocht ze haar studio in Old Bond Street. Dat jaar verscheen haar autobiografie In Pursuit of Perfection. Nadien raakte ze stilaan in de vergetelheid. Ze overleed in relatieve obscuriteit in februari 1976.